# Vorstoß nach Priština
Der Vorstoß nach Priština (russisch Марш-бросок на Приштину Marsch-brossok na Prischtinu oder verkürzt Бросок на Приштину Brossok na Prischtinu) war eine militärische Operation der russischen Streitkräfte zur Besetzung des Flughafens der kosovarischen Hauptstadt Pristina nach dem Ende des Kosovokrieges. Er wurde durch eine Luftblockade unterbunden. Eine direkte Konfrontation zwischen der NATO und Russland wurde durch den britischen Generalleutnant Mike Jackson und den, später unter dem Namen James Blunt als Singer-Songwriter berühmt gewordenen, Hauptmann James Blount verhindert.

## Verlauf
Mit den Blues and Royals ging Blunt, als Captain, im Rahmen der KFOR in den Kosovo. Im Juni 1999 führte seine Aufklärungs-Schwadron den Vormarsch der KFOR-Truppen auf den Flughafen Priština an. Die NATO, unter Führung der Vereinigten Staaten, hatte Russland, im Rahmen der geplanten KFOR-Friedenstruppe, keinen eigenen Sektor im Kosovo zugestanden. Grund war, dass man als Folge eine Spaltung des Kosovo befürchtete. In der Nacht auf den 12. Juni 1999 besetzten russische Fallschirmjäger der SFOR aus Bosnien und Herzegowina kommend deshalb unerwartet den Flughafen Priština. Die Soldaten der russischen Brigade waren nach dem Ende der Luftangriffe und nach der Resolution 1244 des UN-Sicherheitsrats noch vor der Ankunft der KFOR-Truppen in den Kosovo eingedrungen „um auch an der internationalen Friedensoperation teilzunehmen“. Sie wurden von der serbischen Minderheit begrüßt. Der NATO-Brief Alexander Nikitins stellt fest: „Die russischen Friedenstruppen stießen in südlicher Richtung über Bosnien und Herzegowina durch Serbien zum Flughafen von Pristina vor, wo sie auf NATO-Truppen trafen, die sich von der ehemaligen jugoslawischen Republik Mazedonien aus in Richtung Norden bewegten.“
Die russischen Truppen kamen damit überraschend dem Aufmarsch der KFOR zuvor, welcher aufgrund der Verträge mit Serbien nicht vorverlegt werden konnte. Der US-General Wesley Clark, als Supreme Allied Commander Europe, wollte – gedeckt durch den UN-Generalsekretär – gegen die russischen Truppen vorgehen. Der britische Generalleutnant Sir Mike Jackson – Clarks Stellvertreter und KFOR-Kommandeur – und Hauptmann James Blount verweigerten diesen Befehl. Sie verhinderten damit eine direkte Konfrontation zwischen der NATO und Russland. Blunt sagte, als er später berühmt geworden war, dazu, er habe den Dritten Weltkrieg verhindert.

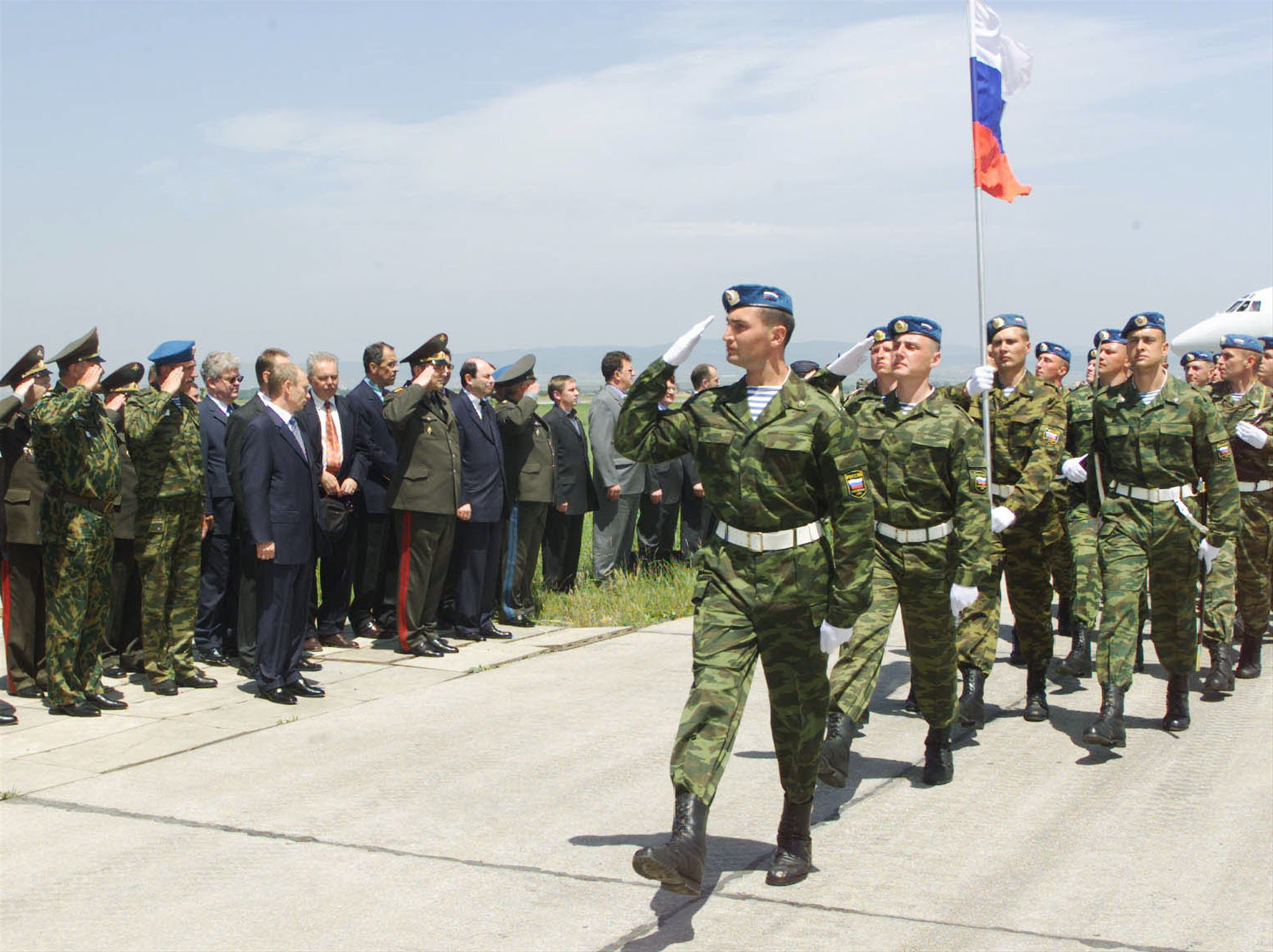
Parade auf dem Flughafen anlässlich des Besuchs Präsident Putins 2001 im Kosovo

Die bereitstehenden russischen Verstärkungen konnten wegen der durch die Vereinigten Staaten erbetenen Luftblockade durch Ungarn, Rumänien und Bulgarien nicht eingeflogen werden, womit sich die Blockierung der Piste von Priština durch die Panzer von Hauptmann Blount oder durch Helikopter erübrigte. Die damit auf sich selbst gestellten russischen Soldaten wurden daraufhin von den NATO-Truppen versorgt.
Ab Juli 1999 unterstellte Russland der KFOR 1500 Soldaten, zog diese jedoch 2003 wieder ab.

## Russische Sicht und Darstellung der Ereignisse

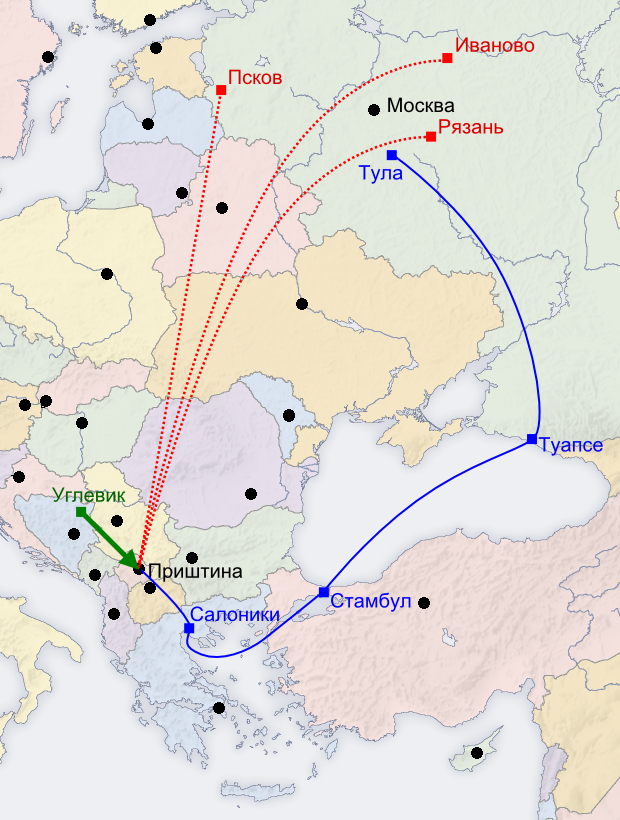
Transportwege der russischen KFOR-Truppenteile: Grün: Eilmarsch auf Pristina. Rot: Luftweg, Blau: Seeweg

Aus russischer Sicht war nach der Resolution 1244 des UN-Sicherheitsrats die Anwesenheit zur Sicherheit des Kosovo nicht mehr Vorrecht der NATO, sondern Aufgabe aller internationalen Organisationen und Staaten, einschließlich Russlands.
Bei einem Treffen mit der US-Delegation im Außenministerium Russlands habe der Verhandlungspartner Leonid Iwaschows herablassend von der „Erlaubnis“ der Vereinigten Staaten gesprochen, sich innerhalb des US-Bereichs mit einem Bataillon an der KFOR-Truppe zu beteiligen. Später sei von einer Beteiligung von zwei Bataillonen unter Leitung General Jacksons gesprochen worden. Dies habe die russische Seite als Missverständnis der UN-Resolution betrachtet.
Mit Wissen Jelzins habe Generaloberst Viktor Sawarsin – Hauptvertreter Russlands bei der NATO – angeordnet, den NATO-Truppen zuvorzukommen. Die Einnahme des Hauptflughafens Slatina, dem militärischen Teil des Flughafens Pristina, drei Stunden vor der Ankunft der NATO-Truppen sei ein voller Erfolg gewesen. Wesley Clark habe dies als Ohrfeige empfinden müssen.
In Russland wird der Vorstoß nach Priština bis in die Gegenwart als Beispiel der hohen Moral und überlegenen militärischen Fähigkeiten der russischen Streitkräfte gesehen.
2019 wurden die Ereignisse im russisch-serbischen Film Balkan Line aufgegriffen.